# Allister
Gli Allister sono un gruppo punk rock statunitense originario di Chicago. Si formarono nel 1996, e furono tra le prime band a firmare con l'etichetta indipendente Drive-Thru Records. Si sciolsero dopo poco più di dieci anni di attività, in seguito anche alla decisione del cantante Tim Rogner di lasciare la band per poter passare più tempo con la sua famiglia. Nel 2010 tornano insieme firmando per la Universal Music Japan e annunciando un nuovo album che uscirà durante l'estate dello stesso anno.

## Storia del gruppo
Il gruppo, che in origine si chiamava "Phineas Gage", si formò a Chicago, nel 1996, per mano di John Hamada e Tim Rogner, che erano compagni di scuola, ed Eric "Skippy" Mueller. L'anno successivo cambiarono il nome in "Allister", in omaggio ad Alasdair Gillis, attrice adolescente in uno show televisivo canadese.
Nel 1998, dopo aver inviato un demo alla Drive-Thru Record, la casa discografica pubblica un vinile con quattro canzoni, You Can't Do That On Vinyl. Prima della fine dell'anno il chitarrista Scott Murphy si unisce alla band, mentre Mueller passa a suonare il basso.
Nel 1999 viene pubblicato il primo album degli Allister, Dead Ends and Girlfriends. Il disco, prodotto con un budget di soli 700 dollari, contiene anche una cover di I Want It That Way, dei Backstreet Boys. Negli anni successivi Mueller lasciò il gruppo, seguito poco dopo da Hamada; furono rimpiazzati rispettivamente da Chris Rogner, fratello minore di Tim, e dal batterista David Rossi.

## Formazione
- Tim Rogner - voce, chitarra
- Scottie Murphy - voce, basso
- Kyle Lewis - chitarra (dal 2003)
- Mike Leverence - batteria (dal 2003)

### Altri membri
- Eric "Skippy" Mueller - voce, chitarra (1996-1998)
- John Hamada - voce, chitarra (1996-1998)
- Chris Rogner - chitarra (1998-2002)
- David Rossi - batteria (1998-2002)

## Discografia

### Album
- 1999 - Dead Ends and Girlfriends
- 2002 - Last Stop Suburbia
- 2005 - Before the Blackout
- 2010 - Countdown to Nowhere
- 2012 - Life Behind Machines

### EP
- 1997 - 5 Song Demo Tape
- 1998 - You Can't Do that on Vinyl
- 2006 - Guilty Pleasures
- 2008 - Guilty Pleasures II

### Altre canzoni
- "We Close Our Eyes" – dalla colonna sonora di Sleepover (2004)
- "Shima-Uta" – pubblicato nell'edizione giapponese di Before the Blackout (2005)
- "Walking the Plank" – pubblicato in Hair: Chicago Punk Cuts (2006)
- Somewhere on Fullerton pubblicato in Warped Tour 2003 Tour Compilation (2003)